# Albanie aux Jeux olympiques d'été de 2008
L'Albanie participe aux Jeux olympiques d'été de 2008 à Pékin.

## Résultats

### Athlétisme
| Femmes - 400 m : - Klodiana Shala - 1er tour : 54 s 84 (→ 7e place, éliminée) | Hommes - Lancer du marteau : - Dorian Çollaku - 1er tour : 70,89 mètres (→ 28e place, éliminé) |

#### Hommes
| Épreuve           | Athlète        | Séries   | Séries | Quarts de finale | Quarts de finale | Demi-finales | Demi-finales | Finale   | Finale |
| Épreuve           | Athlète        | Résultat | Rang   | Résultat         | Rang             | Résultat     | Rang         | Résultat | Rang   |
| ----------------- | -------------- | -------- | ------ | ---------------- | ---------------- | ------------ | ------------ | -------- | ------ |
| Lancer du marteau | Dorian Collaku | 70,98m   | 15e    | -                | -                | -            | -            | -        | -      |

#### Femmes
| Épreuve    | Athlète        | Séries   | Séries | Quarts de finale | Quarts de finale | Demi-finales | Demi-finales | Finale   | Finale |
| Épreuve    | Athlète        | Résultat | Rang   | Résultat         | Rang             | Résultat     | Rang         | Résultat | Rang   |
| ---------- | -------------- | -------- | ------ | ---------------- | ---------------- | ------------ | ------------ | -------- | ------ |
| 400 mètres | Klodiana Shala | 54.84    | 7e     | -                | -                | -            | -            | -        | -      |

### Haltérophilie
| Femmes - 58 kg : - Romela Begaj - 1er tour : 216.0 kg (→ 6e place, Arraché: 98.0 kg, Épaulé-jeté : 118.0 kg) | Hommes - 69 kg : - Gert Trasha - 1er tour : 136 kg (→ Éliminé, Arraché: 136 kg, Épaulé-jeté : - kg) - 77 kg : - Erkand Qerimaj - 1er tour : 341.0 kg (→ 13e place, Arraché: 154.0 kg, Épaulé-jeté : 187.0 kg) |

### Judo
| Hommes - 81 kg : - Edmond Topalli - 1er tour : Défait par João Neto (→ Éliminé, 1001-0000) |

### Lutte
| Hommes - 60 kg lutte libre : - Sahit Prizreni - 1er tour : Défait par Bazar Bazarguruev (→ Éliminé, 1-0, 2-0) - 96 kg gréco-romaine : - Elis Guri - 1er tour : Victoire sur Karam Gaber (→ Quart de finale, 4-2, 2-1, 1-1) - Quart de finale : Défait par Mirko Englich (→ Repêchage 2e ronde, 1-1, 6-0, 1-1) - Repêchage 2e ronde : Défait par Han Tae-Young (→ Éliminé, 1-1, 1-1, 3-1) |

### Natation
| Femmes - 50 m nage libre : - Rovena Marku - En série : 28.15 s =58e rang (→ =58e place, éliminée) | Hommes - 50 m nage libre : - Sidni Hoxha - En série : 24.56 s 63e rang (→ 63e place, éliminé) |

### Tir
Femmes
- 10 m pistolet à air :
  - Lindita Kodra
    - En qualification : 370 pts (→ 40e place, éliminée)
- 25 m pistolet :
  - Lindita Kodra
    - En qualification : 570 pts (→ 35e place, éliminée)